# Kamminke
Kamminke est une commune de l'arrondissement de Poméranie-Occidentale-Greifswald, Land de Mecklembourg-Poméranie-Occidentale.

## Géographie
Kamminke à l'est de l'île d'Usedom se situe sur la rive nord de la lagune de Szczecin. Le Golm, haut de 69 m, est le point culminant de l'île, il offre une vue jusqu'à Świnoujście.
La commune se situe le long de la frontière avec la Pologne, 6 km au sud de Heringsdorf.

## Histoire
La première mention écrite de Kamminke date de 1263.
Après les traités de Westphalie en 1648, le village appartient à la Poméranie suédoise puis, après les traités de Stockholm en 1720, à la Prusse. À la suite de la réforme administrative de 1815, la commune est rattachée à l'arrondissement d'Usedom-Wollin dans la province de Poméranie.
Le 12 mars 1945, les bombardiers américains attaquent Świnoujście, à proximité. 23 000 corps sont enterrés sur le Golm et ses environs. En 1975, un mémorial est érigé.
En 1992, la commune est totalement rénovée.
Le 13 mars 2005, le président Horst Köhler se rend au cimetière militaire.

## Infrastructure
La Bundesstraße 110, passant au nord de la commune, est prolongée en Pologne par un pontsur le Torfkanal. Une réouverture de la ligne ferroviaire depuis Usedom est en discussion.